# Черноморский казачий хор
Черноморский казачий хор — казачий хор, основанный в Германии в 1938 году.

## История
1938–1967
После Первой мировой войны за пределами России возникли казачьи хоры, которые культивировали песни своей Родины с ее богатыми мелодиями. Первым дирижером и основателем Черноморского казачьего хора был Борис Ледковский (1894–1975), руководивший хором вместе с Николаем С. фон Орловым(1900–1990), эмигрировавшим из России в Лемго во времена Октябрьской революции 1917 года. Орлов был протестантским священнослужителем и также основал «Русское Братство» в Лемго.
Под руководством Орлова хор гастролировал по Европе, выступал преимущественно в церквях, был также синодальным хором Русской Православной Церкви в Германии, а также давал концерты под патронажем Внутренней Миссии Евангелической Церкви .  Также сотрудничал с радио  Reichs-Rundfunk в Берлине, хор добился всемирной известности своими русскими и украинскими казачьими песнями.
В 1951 году Ледковский эмигрировал в США с некоторыми солистками хора и основал там хор Русской Православной Церкви. С тех пор Черноморское казачество находится под единоличным патронажем организации «Братская Помощь» и ее управляющего директора Николая Орлова. Музыкальным руководителем он назначил Андрея Шолуха. Ранее он был директором Уральского казачьего хора, который был распущен в 1940 году, а затем вновь основан.
В 1955 году музыкальное руководство взял на себя Сергей Горбенко, бывший дирижер Киевского оперного театра и профессор Киевского музыкального университета. В это время в хоре произошел раскол, когда Андрей Шолуч основал свой второй Уральский казачий хор с участием певцов из Черноморского казачьего хора. В состав ансамбля в 1950-е годы входили также Иван Ребров и сын Николая Орлова Петер Орлофф, который с 14 лет течение десяти лет пел в Черноморском казачьем хоре.
Из-за ограничений по здоровью Горбенко, его новый заместитель Леонид Дорожинский первоначально руководил хором с 1960 по 1962 год, за ним последовал бывший дирижер и основатель Волжского казачества Николай Триполитов, который также включил в себя танцевальные элементы русского языка. Народная музыка. В то время черноморские казаки почти всегда выступали на светских концертах с несколькими танцорами, а также с баяном. Триполитов руководил хором до 1967 года.
В конце 1960-х годов Николай Орлов принял решение прекратить активную деятельность хора. В 1950-е и 1960-е годы регулярно проходили обширные гастроли и многочисленные записи. После расформирования хора в 1967 году различные выпуски записей в 1970-х и 1980-х годах обеспечили сохранение музыки и имени Черноморского казачьего хора.

## Возрождение хора в 1990 году
После смерти Николая Орлова в 1990 году, его сын Петер Орлофф, который уже участвовал в Черноморском казачьем хоре в 1958 году, сменил его, восстановив хор. Первоначально его поддержал Тома Питков, главный дирижер Румынской православной церкви в Софии, который также дал несколько концертов в Ла Скала в Милане. В конце 1996 года Тома Питков ушел по возрасту и вручил Орлову Пояс казачьего вождя и тем самым единоличное лидерство на концерте в Classic open air Hoppegarten в Берлине.
Орлов собрал вокруг себя полностью подготовленных оперных певцов из Причерноморья, России и Украины, таких как, среди прочих «народный артист России баритон Виталий Алексеенко, Народный артист Украины тенор Владимир Кузьменко (умер в 2018), заслуженный артист Украины тенор Олег Кулешов и  Игорь Ищак  и болгарский бас Стефан Арининский. Другими известными болгарскими участниками хора были тенор Ной Николов и басист Иван Петров. Сегодня хор сопровождают инструменталисты Илья Куртев (баян), Ирина Крипакова (домра ) и Слава Крипаков (контрабас-балалайка).
С 1993 года концерты в основном проходили при личном участии Орлова. Хор также неоднократно выступал на телевидении, производил звукозаписи, а также сотрудничает с другими известными артистами. Работал аккомпанирующим хором для альбома Гельмута Лотти «Из России с любовью» (2004).  В 2020 году в мэрии Лимбурга состоялся первый концерт хора в сотрудничестве с Пловдивским симфоническим оркестром под руководством Найдена Тодорова.
Альбом "Дорогая Родина" («Eure Heimat») занял 2-е место в официальном чарте продаж 10 лучших фольк-музыки GfK в мае 2019 года и вошел в 20-ку лучших в этой категории по годовой оценке . В декабре 2019 года альбом. впервые вошел в топ-100 альбомных чартов от GfK и несколько раз попадал туда в 2019 и 2020 годах.

## Музыкальные руководители
- 1938–1950: Борис Ледковский
- 1950–1954: Андрей Шолуч
- 1955–1959: Сергей Горбенко
- 1959–1962: Леонид Доройинский
- 1962–1967: Николай Триполитов
- с 1993: Петер Орлофф(до 1995 вместе с Томой Питковым)

## Дискография (подборка)

### Альбомы до 1990 года
- 1958: Казаки. Этикетка Вокс (6)
- 1962 год: Поют черноморские казаки. Менеджмент: Леонид Дорожинский, звукозаписывающая компания Discophon, Harmonia Mundi , HMAC 30633; ХМ30633
- 1963: Самые красивые песни Святой Руси. Аладдин, Луизиана 25302
- 1972: Иван Ребров, Борис Рубашкин, Оригинальный Черноморский казачий хор, Intercord , 28 514-8Z/1-3; Ф 556AC
- Дата публикации неизвестна
- Черноморский казачий хор. Руководство: Андрей Шолуч, Колумбия , SEGW 21-7813
- Калинка, Русские народные песни. Михаил Минский , Хор Черноморских казаков. Блестящая классика, 92341
- Черноморский казачий хор. Руководство Николай Триполитов, лейбл Сапфир, 701-05 СБ; Е 701/8
- «Из степей России с любовью», Михаил Минский, Оркестр волжских балалаек, Хор черноморских казаков. Лиз рекордс, 501 год
- Черноморские казаки. Поют черноморские казаки. Хор Черноморских казаков под управлением Сергея Гербенко, лейбл Almathea, AM 11 520
- Мать Россия. Русские народные песни и танцы. Оркестр балалаек Федора Астахова, Черноморские казаки, Европа , Е 192

### Альбомы 1993 года
- 1995: Петер Орлофф и Оригинальный хор черноморских казаков. МСР отчеты
- 1996: Петер Орлофф и Черноморский казачий хор. «Домой, это значит Дамой». MCP Звук и Медиа
- История легенды – юбилейное издание: коробка из 4 компакт-дисков, EAN 9002986142850
- Большая коробка на 4 компакт-диска для концерта. Коробка с 4 компакт-дисками, EAN 9002986142829
- Из Киева в Санкт-Петербург. Коробка с 2 компакт-дисками, EAN 9002986709855
- Казачья классика. EAN 9002986709886
- Звезда светит. Праздничный рождественский концерт. Коробка с двумя компакт-дисками, Aladin Records, EAN 9002986901211
- Волжская песня. EAN 9002986190875
- Эта песня специально для вас (можно заказать только онлайн через TROJA)
- 2019: Дорогой дом - Золотое издание: коробка с 5 компакт-дисками, Telamo, EAN 4053804313346

## Фильмография
- Рождественский концерт, DVD, EAN 9002986633112
- Волжская песня, DVD, EAN 9002986190875